# アルブレヒト・フォン・グレーフェ (眼科医)

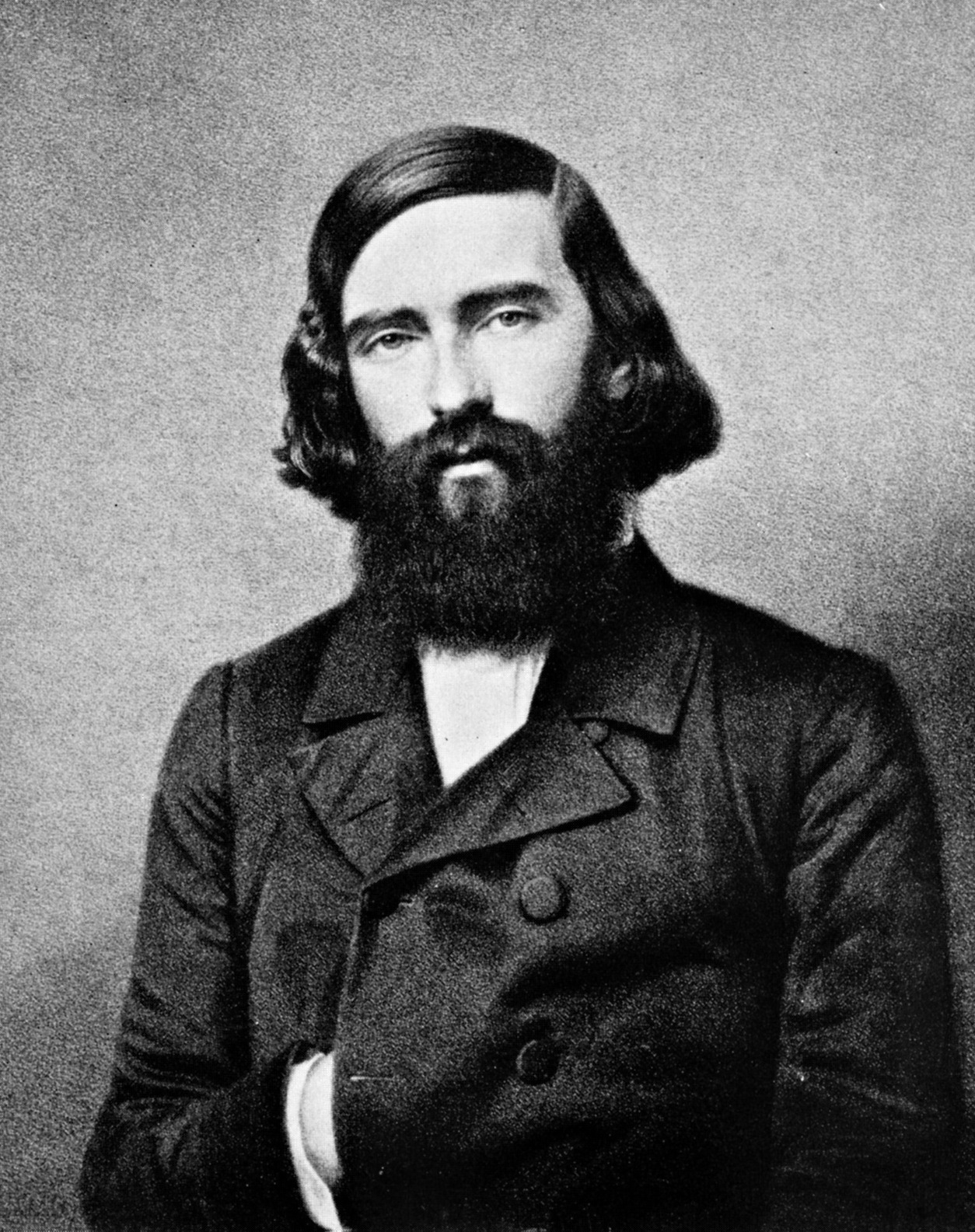
アルブレヒト・フォン・グレーフェ

アルブレヒト・フォン・グレーフェ（Friedrich Wilhelm Ernst Albrecht von Gräfe、姓は Graefeとも、1828年3月22日 - 1870年7月20日）は、ドイツの医学者である。プロイセンにおいて、ドイツの眼科学の基礎を築いた。

## 略歴
ベルリンに生まれた。父親のカール・フェルディナント・グレーフェ(de:Karl Ferdinand von Gräfe)はワルシャワ出身の外科医で、ベルリン大学の教授を務めた人物である。ベルリン大学で学び、1847年に医学の博士号を得た。その後、プラハや、パリ、ウィーン、ロンドンで学び、おもに眼科学の研究を続けた。プラハでは1848年に眼科学の基礎を築いた一人、フェルディナント・アールトと知り合った。
1852年にベルリンに戻り、資格を得て、120の病床を持つ個人診療所を開き、治療と研究において国際的な評価を得た。1854年に最初の眼科学の学術誌、"Archiv für Ophthalmologie"を創刊した。1858年にドイツの科学アカデミーレオポルディーナの会員に選ばれた。1866年にベルリン大学の付属病院シャリテーの眼科部長に就任した。緑内障などの外科的治療技術を開発した。10,000回以上の眼科手術を行ったとされる。42歳で肺結核で死亡した。
眼科手術用のメスは英語では「Von Graefe knife」と呼ばれた。バセドウ病のグレーフェ徴候（上眼瞼拳筋の過度の緊張で上方注視後に下方に視線を移すと、上眼瞼下際と角膜の間に白目が見える）などにグレーフェの名前が残されている。
息子のカール・アルブレヒト・グレーフェはヴァイマル共和政期のドイツの右翼政党、ドイツ民族自由党の党首などを務めた政治家となった。